# Armorial du Gévaudan
Cet article présente les armoiries (figures et blasonnements) et les devises de familles nobles et notables qui ont possédé des fiefs en Gévaudan.

## Comtes et Vicomtes du Gévaudan
| Image                                 | Nom de la famille et blasonnement                                                                                | Devise |
| ------------------------------------- | --- | ------ |
|                                       | Comtes de Rouergue Comtes de Toulouse Comtes de Gévaudan De gueules à la croix vidée, cléchée et pommetée d'or . |        |
| Blason Vicomtes de Gévaudan et Millau | Vicomte de Gévaudan et de Millau D'or, à quatre pals de gueules .                                                |        |

Après la Bulle d'or royale de 1161, puis l'acte de paréage signé en 1307, les évêques de Mende deviennent comtes en Gévaudan.

## Les huit Baronnies du Gévaudan
Historiquement, le Gévaudan était composé de huit baronnies : Apchier (Apcher, Prunières), Canilhac (Canilhac), Cénaret (Castel-Vieil, Barjac), Florac (Florac), Mercœur (Le Malzieu-Ville), Peyre (Roc de Peyre), Randon (Châteauneuf-de-Randon) et Tournel (Tournel, Saint-Julien-du-Tournel).

### Apchier
| Image | Nom de la famille et blasonnement | Devise                                  |
| ----- | --- | --------------------------------------- |
|       | Apchier anciens D'or à deux haches d'armes d'azur adossées et plantées en pal. |                                         |
|       | Chateauneuf-Randon d'Apchier D'or au château donjoné de trois tours crenelées de gueules, celle du milieu plus élevée, et accoté de deux haches d'armes d'azur adossées plantées en pal de chaque côté de la tour. Apchier du Chayla              | Deo juvante cri : d'Apchier! Notre-Dame |
|       | Bessuejouls de Roquelaure Écartelé : aux 1 et 4 d'or, à l'arbre de sinople, posé sur une terrasse de même et soutenu de deux lions affrontés de gueules (béssuéjouls) : aux 2 et 3 d'azur, à trois rocs d'échiquier d'argent 2 et 1 (Roquelaure). |                                         |
|       | La Tour d'Auvergne d'Apchier D'azur semé de fleurs de lis d'or, à la tour maçonnée de sable brochant sur le tout. |                                         |

### Canillac
| Image | Nom de la famille et blasonnement | Devise |
| ----- | --- | ------ |
|       | Canillac anciens D'azur, au lévrier rampant d'argent, colleté et onglé de gueules ; à la bordure componée d'argent .                                                                                        |        |
|       | Famille de Canillac (Rouergue et Gévaudan) D'azur, au lévrier rampant d'argent, colleté et onglé de gueules, à la bordure denticulée d'argent.                                                              |        |
|       | Rogier de Beaufort-Canillac D'argent, à la bande d'azur, accompagnée de six roses de gueules, trois en chef et trois en pointe. .                                                                           |        |
|       | Montboissier-Canillac D'or, semé de croisettes de sable, au lion de même brochant. Arlanc (Montboissier-Arlanc) D'or, semé de croisettes de sable, au lion de même brochant, chargé d'une cotice de gueule. |        |

### Cénaret
| Image | Nom de la famille et blasonnement | Devise |
| ----- | --- | ------ |
|       | Cénaret anciens D'azur, au mouton paissant, d'argent, accolé et clariné de gueules. - support deux lions - cimier: un paon rampant . |        |
|       | La Tour-Saint-Vidal D'or, à la tour de gueules, crénelée, maçonnée et ajourée de sable. .                                            |        |
|       | Rochefort d'Ailly De gueules, à la bande ondée d'argent, accompagnée de six merlettes de sable.                                      |        |

### Florac
| Image | Nom de la famille et blasonnement | Devise            |
| ----- | --- | ----------------- |
|       | Anduze De gueules à trois étoiles d'or . |                   |
|       | Ventadour Échiqueté d'or et de gueules. . |                   |
|       | Montlaur D'or, au lion de vair, armé, lampassé, couronné de gueules. Montlaur seigneur de Vailhauques Écartelé, d'or au lion de vair couronné d'azur et d'or au cor de chasse d'azur lié, enguiché et virole de gueules.                                                                                |                   |
|       | Poitiers-Valentinois D'azur à six besants d'argent 3,2 et 1, au chef d'or. |                   |
|       | Maison de La Marck D’or, à la fasce échiquetée d’argent et de gueules de trois tires. |                   |
|       | Montmorency D'or, à la croix de gueules, accompagné de 16 alérions d'azur.. |                   |
|       | Valois, Ducs d'Angoulème De France, au bâton d'or péri en bande. |                   |
|       | Mirmand D'or, au lion de gueules ; au chef d'azur chargé de deux étoiles d'or. |                   |
|       | Beauvoir du Roure Écartelé : aux 1 et 4 d'or au lion de gueules (qui est de Beauvoir) ; aux 2 et 3 de gueules, émanché d'or de quatre pièces au chef (qui est de Grimoard) ; sur le tout : d'azur, au chêne d'or englanté d'or à 3 racines et 4 branches passées en sautoir de même (qui est du Roure). | A vetustate robur |

### Mercœur
| Image | Nom de la famille et blasonnement | Devise |
| ----- | --- | ------ |
|       | Mercœur De gueules à trois fasces de vair. . |        |
|       | Dauphins d'Auvergne, sire de Mercœur D'or au dauphin pamé dazur, crêté, oreillé et barbé d'argent. |        |
|       | Ducs de Bourbon Sires de Mercœur D'azur, à trois fleurs de lis d'or, au filet de gueules en bande. . |        |
|       | Ducs de Lorraine et de Mercœur Coupé et parti en 3, au premier fascé de gueules et d'argent, au second d'azur semé de lys d'or et au lambel de gueules, au troisième d'argent à la croix potencée d'or, cantonnée de quatre croisettes du même, au quatrième d'or aux quatre pals de gueules au cinquième parti d'azur semé de lys d'or et à la bourdure de gueules, au sixième d'azur au lion contourné d'or, armé, lampassé et couronné de gueules, au septième d'or au lion de sable armé et lampassé de gueules, au huitième d'azur semé de croisettes d'or et aux deux bar d'or. Sur le tout d'or à la bande de gueules chargée de trois alérions d'argent le tout brisé d'un lambel d'azur. |        |
|       | Princes de Conti, Ducs de Mercœur. |        |

### Peyre
| Image | Nom de la famille et blasonnement | Devise         |
| ----- | --- | -------------- |
|       | Peyre D'argent à l'aigle éployé de sable. . |                |
|       | de Cardaillac De gueules, au lion d'argent, entouré de treize besants de même en orle. Branche des seigneurs de Bioule De gueules, au lion armé, lampassé et couronné d'or, à l'orle de treize besants de même. |                |
|       | de Solages D'azur au soleil d'or agissant. | Sol agens      |
|       | Grolée Gironné dor et de sable de huit pièces. - supports : deux anges. | Je suis grolée |
|       | de Moret de Montarnal D'argent à une hure de sable aux défenses d'argent accompagnée de 5 mures de gueules ombrées d'or, posées 2,2 et 1.                                                                       |                |

### Randon
| Image | Nom de la famille et blasonnement | Devise      |
| ----- | --- | ----------- |
|       | Randon Chateauneuf-Randon D'or à trois pals d'azur, au chef de gueules. . | Deo juvante |
|       | Polignac Fascé d'argent et de gueules de six pièces. supports : deux griffons. |             |
|       | Chalencon-Polignac Écartelé au 1 et 4, fascé d'argent de gueules, et au 2 et 3 écartelé d'or et de gueules; à la bordure de sable chargée de 8 fleurs de lys d'or.[réf. nécessaire]                                                                                    |             |
|       | Chateauneuf de Barjac Barjac Écartelé, au 1 et 4 d'argent à quatre têtes de More de sable tortillées d'argent ; aux 2 et 3 de gueules à quatre pals d'or. Sur le tout d'azur au mouton passant d'or, surmonté d'un croissant d'argent..                                |             |
|       | Chateauneuf-Randon de Joyeuse D'or à trois pals d'azur, au chef de gueules, chargé de trois hydres d'or.. (à partir de 1370, ces armes furent écartelées de celles de Saint-Didier. D'azur au lion d'argent à la bordure de gueules chargé de huit fleurs de lis d'or. |             |

### Tournel
| Image | Nom de la famille et blasonnement | Devise               |
| ----- | --- | -------------------- |
|       | Tournel De gueules à la pointe d'argent. . |                      |
|       | Chateauneuf-Allenc Laudun-Chateauneuf D'azur au sautoir d'or et un lambel de même en chef. . |                      |
|       | Molette de Morangiès D'azur au cor de chasse d'argent, lié et enguiché de gueules, cantonné de trois molettes d'éperon d'or, deux en chef, une en pointe.. légende : sancti angeli, archangeli Molette en 1410 les armes du seigneur de Morangiès sont ajoutés à celle de Molette. Molette de Morangiès-Ombret De gueules au cor de chasse d'argent, cantonné de trois molettes d'éperon de même, deux en chef, une en pointe ; au chef d'argent, chargé d'un croissant d'azur entre deux molettes de même. | Lou rey nostre drey. |

## Les douze seigneuries ou gentilhommières du Gévaudan
En outre des huit barons, la noblesse gévaudanaise était représentée aux états particuliers du Diocèse, par douze gentilshommes possesseurs de douze terres ayant titre de « seigneuries » ou de « gentilhommières » et constituant comme douze baronnies secondaires. Ces douze seigneuries étaient celles d'Allenc, de Montauroux, de Saint-Alban, de Montrodat, de Mirandol, de Séverac, de Barre, de Gabriac, de Portes, de Servières, d'Arpajon, et de la Garde-Guérin, représentée par ses consuls nobles.
Nous rapprocherons l'étude de la seigneurie d'Arpajon de celle de la seigneurie de Séverac, en raison de l'union de ces deux seigneuries au cours de nombreux siècles.

### Allenc
| Image | Nom de la famille et blasonnement | Devise |
| ----- | --- | ------ |
|       | Rochemure De gueules à trois bandes d'argent. Rochemure de Merle Écartelé au 1 et 4 ; de gueules à trois bandes d'argent ; au 2 et 3 d'argent à six merlettes de sable 3,2,1 |        |
|       | de Beaumont de Rochemure D'argent à la fasce d'azur chargée de trois fleurs de lis 'or; écartelé des armes de Rochemure.                                                     |        |
|       | Chevalier de Rousses D'azur, au casque d'argent posé de profil, surmonté d'un croissant de même.                                                                             |        |

### Barre
| Image | Nom de la famille et blasonnement | Devise |
| ----- | --- | ------ |
|       | Barre ancien D'argent à deux fasces de gueules. |        |
|       | Taulignan Écartelé; aux 1 et 4 de sable à la croix engrelée d'or, cantonnée de 18 billettes de même, cinq en sautoir à chaque canton en chef, et quatre à ceux de la pointe (qui est de Taulignan); aux 2 et 3 d'argent à deux fasces de gueules (Barre ancien). |        |
|       | Thézan Écartelé d'or et d'azur. |        |
|       | Assas D'or, au chevron d'azur, accompagné en chef de 2 pins de sinople, et d'un croissant de gueules en pointe ; au chef d'azur, chargé de trois étoiles d'or.                                                                                                   |        |
|       | Taulignan et Blègliers de Taulignan d'Antelon Armes des Bègliers : D'azur au bélier d'argent accorné et onglé d'or, surmonté d'une étoile de même. |        |

### Gabriac
| Image | Nom de la famille et blasonnement | Devise |
| ----- | --- | ------ |
|       | Cadoëne de Gabriac (ou Cadoine) De gueules à sept losanges d'or : 3, 3 et 1. |        |
|       | Montcalm Écartelé : au 1 d'azur, à trois colombes d'argent becquées et membrées de gueules ; aux 2 et 3 de sable, à une tour d'argent surmontée de trois tourettes de même ; au 4 de gueules, à une bande d'azur bordée d'argent (Gozon). |        |

### La Garde-Guérin
| Blason | Nom de la famille et blasonnement                                                   | Devise |
| ------ | ----------------------------------------------------------------------------------- | ------ |
|        | La Garde D'azur au chef d'argent - support : deux lions au naturel, tête contournée |        |

### Mirandol
| Image | Nom de la famille et blasonnement                                                            | Devise                     |
| ----- | -------------------------------------------------------------------------------------------- | -------------------------- |
|       | de Naves D'azur, au navire d'argent fretté et voilé de même, flottant sur des ondes de même. |                            |
|       | de Borne D'or, à l'ours rampant de sable.                                                    |                            |
|       | La Fare D'azur, à trois flambeaux d'or allumés de gueules, posés en pal.                     | Lux nostris hostibus ignis |
|       | Perier D'or, au poirier de sinople.                                                          |                            |

### Montauroux
| Image | Nom de la famille et blasonnement | Devise |
| ----- | --- | ------ |
|       | Montlaur D'or, au lion de vair, armé, lampassé, couronné de gueules,. |        |
|       | Douchanes Écartelé : aux 1 et 4 d'argent à deux chiens courant de gueules l'un sur l'autre ; aux 2 et 3 d'or au huchet d'azur. |        |
|       | Rochebaron De gueules, au chef échiqueté d'argent et d'azur de deux tires,. |        |
|       | Chalençon-Rochebaron Écartelé d'or et de gueules, à la bordure de sable chargée de huit fleurs de lys d'or ; écartelé de Rochebaron. ascendants : Chalencon Écartelé d'or et de gueules ; à la bordure de sable chargée de huit fleurs de lys d'or. |        |
|       | des Serpens D'or, au lion d'azur. |        |
|       | de Langlade D'argent à trois taus (ou tafs) de gueules posés deux et 1. Langlade du Chayla Écartelé : aux 1 et 4 (Langlade) ; aux 2 et 3 d'or au château d'azur maçonné de sable à trois créneaux, et deux haches d'argent fichées dos à dos entre les créneaux (qui est d'Apchier, vicomtes du Chayla) Langlade du Chayla Écartelé : aux 1 et 4 (Langlade) ; aux 2 et 3 (Apchier du Chayla) ; sur le tout : d'azur, au chevron d'or, accompagné de trois têtes de léopard arrachées, vues de face : 2 en chef, 1 en pointe (qui est de Beauquemare d'Ozembray). |        |
|       | La Faige D'azur, à deux lances d'or en sautoir brisées et retombantes à leur extrémité ; au chef d'or. |        |
|       | La Rochenegly D'argent, à une aigle de sable posée sur un rocher de même. |        |

### Montrodat
| Image | Nom de la famille et blasonnement | Devise |
| ----- | --- | ------ |
|       | Blau de Gibertès-Chapelu D'azur, à la fasce d'argent. |        |
|       | Pineton de Chambrun Écartelé : aux 1 et 4 d'azur, à trois pommes de pin d'or, la queue en l'air, posées 2 et 1; aux 2 et 3 d'argent, à l'aigle de sable au vol abaissé (qui est de Grangers). |        |

### Portes
| Image | Nom de la famille et blasonnement                       | Devise |
| ----- | ------------------------------------------------------- | ------ |
|       | Budos de Portes Bandé d'or et de sinople de six pièces. |        |

### Saint-Alban
| Image | Nom de la famille et blasonnement | Devise |
| ----- | --- | ------ |
|       | Louet de Calvison Palé d'azur et de gueules, semé de roses d'or brochantes sur les pals (qui est de Louet); sur le tout : d'argent au noyer de sinople (qui est de Nogaret de Calvisson. |        |

### Servières
| Image | Nom de la famille et blasonnement | Devise |
| ----- | --- | ------ |
|       | Castelpers D'argent, au château de sable, sommé de trois tours de même.                                                                            |        |
|       | Retz ou Rets D'azur, au chevron d'or, accompagné en chef de deux étoiles du même, et en pointe d'une épée d'argent mise en pal, la garde en haut,. |        |

### Séverac et Arpajon
| Image | Nom de la famille et blasonnement | Devise |
| ----- | --- | ------ |
|       | Séverac anciens D'argent, aux quatre pals de gueules. |        |
|       | Arpajon De gueules, à la harpe d'or, cordée de même. en 1522, le blason des Arpajon se lisait ainsi : Écartelé : au 1 de Toulouse, au 2 de Séverac, au 3 d'Arpajon, au 4 d'azur aux trois fleurs de lys d'or, au bâton de gueules, l'écu brisé d'une barre de gueules brochant sur le tout de gueules qui est de Bourbon-Roussillon. en 1650, le blason des Arpajon se lisait ainsi : Écartelé au 1er de gueules à la croix cléchée, vidée et pommetée de douze pièces d’or, au 2e d'argent aux quatre pals de gueules, au 3e de gueules à la harpe d'or, au 4e d'azur aux trois fleurs de lys d'or, au bâton noueux de gueules en barre, sur le tout de gueules à la croix d'argent. Couronne de duc et pair. [réf. nécessaire]. |        |
|       | Guérin des Arènes Écartelé en sautoir : aux 1 et 3 de gueules; aux 2 et 4 d'argent, au chef d'or chargé d'une croix d'argent. |        |
|       | Grandsaigne D'or, à un chêne de sinople terrassé de même, accosté de deux lions mornés de gueules, au chef d'azur, chargé d'un croissant d'argent entre deux étoiles de même. |        |

## Pour approfondir